# Hemichroa crocea
Hemichroa crocea is een bladwesp uit de familie van de echte bladwespen (Tenthredinidae). De wetenschappelijke naam van de soort werd in 1785 gepubliceerd door Étienne Louis Geoffroy.

## Kenmerken
De volwassen Hemichroa crocea heeft een oranjerode thorax, een zwart achterlijf en doorschijnende vleugels. De larven lijken op rupsen en zijn, wanneer ze volgroeid zijn, ongeveer 20 mm lang. Ze hebben zwarte koppen en gelige lichamen met een donkerbruine streep aan elke kant van het dorsum en twee rijen donkerbruine markeringen aan elke kant.

## Levenscyclus
Eind mei is de eerste generatie Hemichroa crocea op de vleugel. De eieren worden in spleten naast de hoofdnerf van de bladeren van de waardplant gelegd. Wanneer deze uitkomen, zijn de rupsen kuddedieren en voeden ze zich samen, na verloop van tijd eten ze het hele blad op, behalve de hoofdnerf en nerven, en gaan ze door naar het volgende blad. Deze larven worden in juli op ware grootte en dalen af naar de grond waar ze de winter doorbrengen in een dunwandige prepupal-cocon gemaakt van aan elkaar gecementeerd zand en gronddeeltjes. Eind juli en augustus verschijnt een nieuwe lichting volwassenen; larven van deze tweede generatie zijn in augustus en september op de waardplanten aanwezig, voordat ook zij de winter als prepop in de grond doorbrengen.

## Waardplanten
De larven van deze bladwesp voeden zich met verschillende soorten els, waaronder Alnus glutinosa, Alnus incana,Alnus viridis evenals Betula pendula en hazelaar (Corylus avellana) en wilg.

## Voorkomen
De soort is waarschijnlijk inheems in Europa en wordt gevonden in het zuiden van Canada en het noorden van de Verenigde Staten, waar hij zijn verspreidingsgebied over het hele continent uitbreidt. Hij komt voor in een groot deel van West- en Midden-Europa en Scandinavië.